# Port of Alexandria
Port of Alexandria är en hamn i Egypten.   Den ligger i guvernementet Alexandria, i den norra delen av landet, 180 km nordväst om huvudstaden Kairo. Port of Alexandria ligger 2 meter över havet. Runt Port of Alexandria är det mycket tätbefolkat, med 5 598 invånare per kvadratkilometer. Närmaste större samhälle är Alexandria, 7,7 km öster om Port of Alexandria. Runt Port of Alexandria är det i huvudsak tätbebyggt.